# 中左守禦千戶所城
24°27′28.9″N 118°05′12″E / 24.458028°N 118.08667°E
中左守禦千戶所城是明朝衛所制下隸屬永寧衛的中左守禦千戶所（簡稱中左所）之城池，位在同安县嘉禾嶼上（今廈門島西南部，园南小学附近），亦稱「中左所城」、「廈門城」。
中左所設指揮正千戶一員、副千戶一員、指揮百戶一員、鎮撫一員。

## 沿革
明洪武二十年（1387年）江夏侯周德興，以三丁抽一為兵，防備倭寇，將永寧衛底下左、右、中、前、後千戶所裡的中、左千戶所士兵調駐嘉禾嶼，設中左守禦千戶所，於洪武二十一年（1388年）建置完成。至於城池則約為洪武二十七年（1394年）時建成。
景泰三年（1452年），原設於金門所的浯嶼水寨因為巡撫焦宏認為「孤懸海中」而遷到中左所，但仍用舊名，直到萬曆三十年（1602年）又因為距離崇武所太遠而遷到晉江石獅。万历二十年（1592年）福建南路参将移驻于此。
隆庆四年（1570年）設浯銅遊兵，駐於中左所，有兵536人，由浯銅把總一員管轄，衛所又貼駕軍三百名，哨船二十艘。
南明永曆九年（1655年），鄭成功將中左所改為思明州，設置六官。

## 建築
中左所城平面呈环形，初建时周長425丈（约1360米），高连女墙1丈9尺（约6米），开四门，依次为东启明、西怀音、南洽德和北潢枢，設有窝铺22个、城垛496个，營房987間，屯駐1240名士兵。墙体内部夯土，外皮以花岗岩条石“丁顺”垒砌。永乐、正统和万历年间曾加修葺。清康熙二年（1663年）总督李率泰堕城，康熙二十四年（1685年）靖海侯施琅重建，周长扩为600丈（约1920米），乾隆十七年（1752年）再次重修。
1919年因市政建设城墙大部分被拆除，仅存北城门遗迹和残墙两处，位于今厦门市公安局北侧的出米岩山上，其中城北残墙长120米，残高1.5-4.5米，顶宽3.5米；东北残墙长1.5米，高1.7米。墙上存有摩崖石刻“瞻云”、“曼倩偸”（均为乾隆时甘国宝所题）和“山环水活”（光绪时杨岐珍所题）。1994年为纪念厦门建城600周年修复城墙64米并复建城垛。
城內的明代廟宇原有城隍廟、東嶽廟、真武廟等。